# Svetište Božjega milosrđa u Misamis Orientalu
Svetište Božjega milosrđa je katolički spomenik u El Salvadoru, Misamis Oriental, Filipini. Kip je visok 15,24 metara, a prikazuje Milosrdnog Krista koji se nalazi na središtu brda Božjega milosrđa. Trenutno je najveći kip na svijetu posvećen Božanskom Milosrđu.
Devet hektara zemljišta za svetište je kupljeno za nominalni iznos, a kompleks je plaćen donacijama. Svetište je dovršeno 2008. godine i služi kao mjesto hodočašća za štovatelje Božanskog Milosrđa.

## Galerija
- Pogled s brda Božjega milosrđa

## Poveznice
- Svetkovina Božjega milosrđa
- Svetište Božjeg milosrđa u Krakovu